# Cinco Villas (Cantabria)
Las Cinco Villas de Cantabria, son un conjunto de pueblos de la comarca de Campoo-Los Valles, que se unieron en la Edad Media en una hermandad que formó parte de la Merindad de Campoo.
La hermandad estaba formada por los pueblos de Santiurde de Reinosa (donde se ubicaba la casa de juntas), Lantueno, Somballe, Rioseco y San Miguel de Aguayo. No pertenecían a la hermandad otros dos pueblos de la zona como Santa María de Aguayo (sometida a un señorío secular) y Pesquera (vinculada al arzobispado de Burgos).
Esta hermandad elegía anualmente un procurador que era enviado como representante de la misma a las juntas de la Merindad de Campoo que se reunían en Reinosa.
A principios del siglo XIX, el orden constitucional terminó con estas antiguas asociaciones de pueblos y el territorio de las Cinco Villas quedó dividido en los actuales municipios de Santiurde de Reinosa, Pesquera y San Miguel de Aguayo.